# Villa Bertramka
La villa Bertramka est une bâtisse dans le quartier de Smíchov à Prague. Achetée en 1784 par la cantatrice Josefína Dušková et son époux František Xaver Dušek, elle est surtout célèbre pour avoir abrité leur ami Wolfgang Amadeus Mozart entre 1787 et 1791, alors qu'il séjourne à Prague. Il y termine le Don Giovanni dont la première a eu lieu au Théâtre des États de la ville de Prague.

## Musée Mozart
La "villa Bertramka" qui est le musée Mozart de Prague, a été fermée le 1er novembre 2009, à cause d'un difficile changement de propriétaire.
Elle est à nouveau ouverte au public, malheureusement les documents exposés ne sont pour la plupart que des copies et les instruments ont été déménagés dans un autre endroit de la ville. Mais la villa reste un endroit magique, imprégné de son histoire. Malgré l'aspect dégradé de la façade, le dénuement libère l'endroit de tout ce que le commerce débridé peut apporter comme frein à l'émotion.

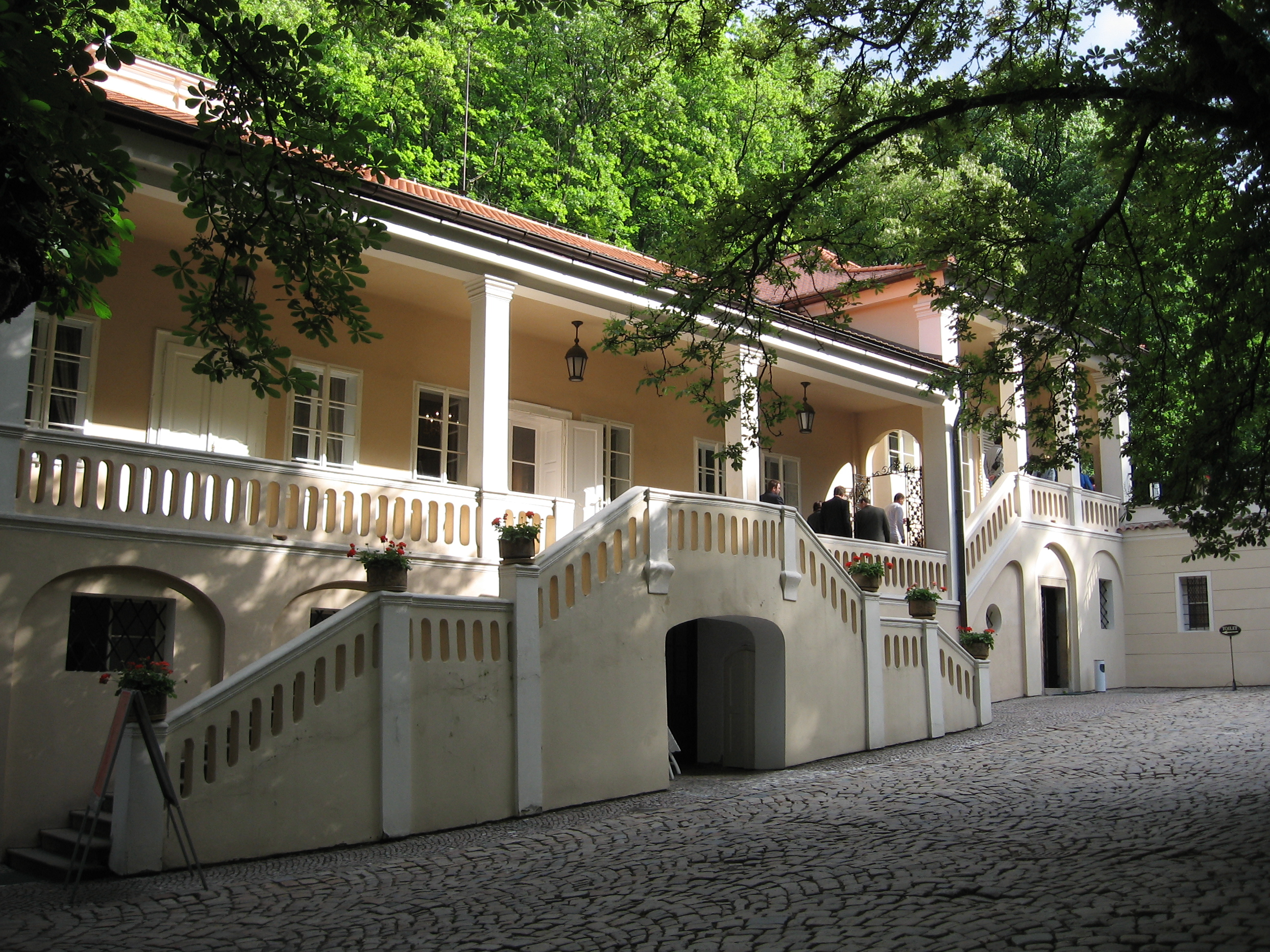
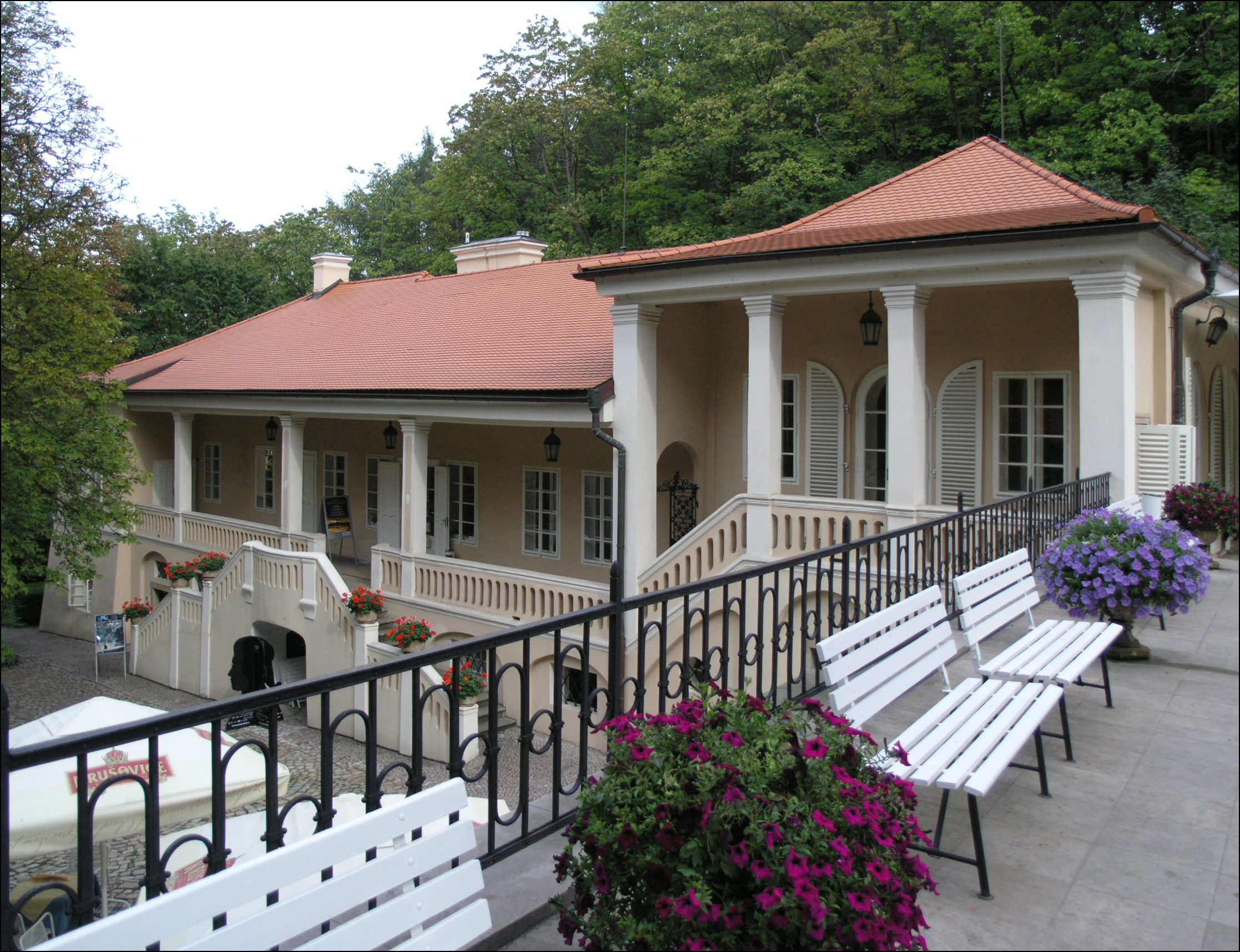
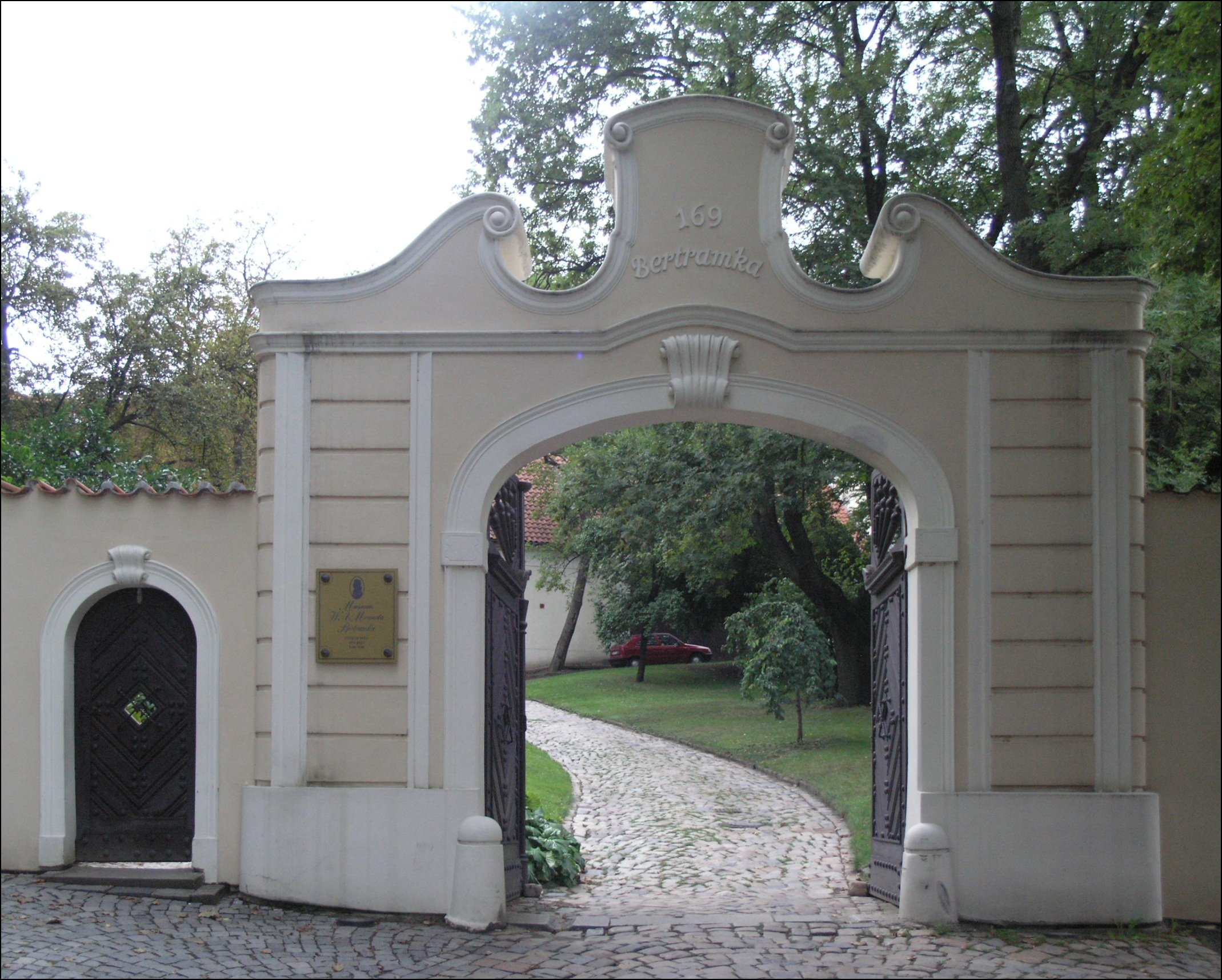
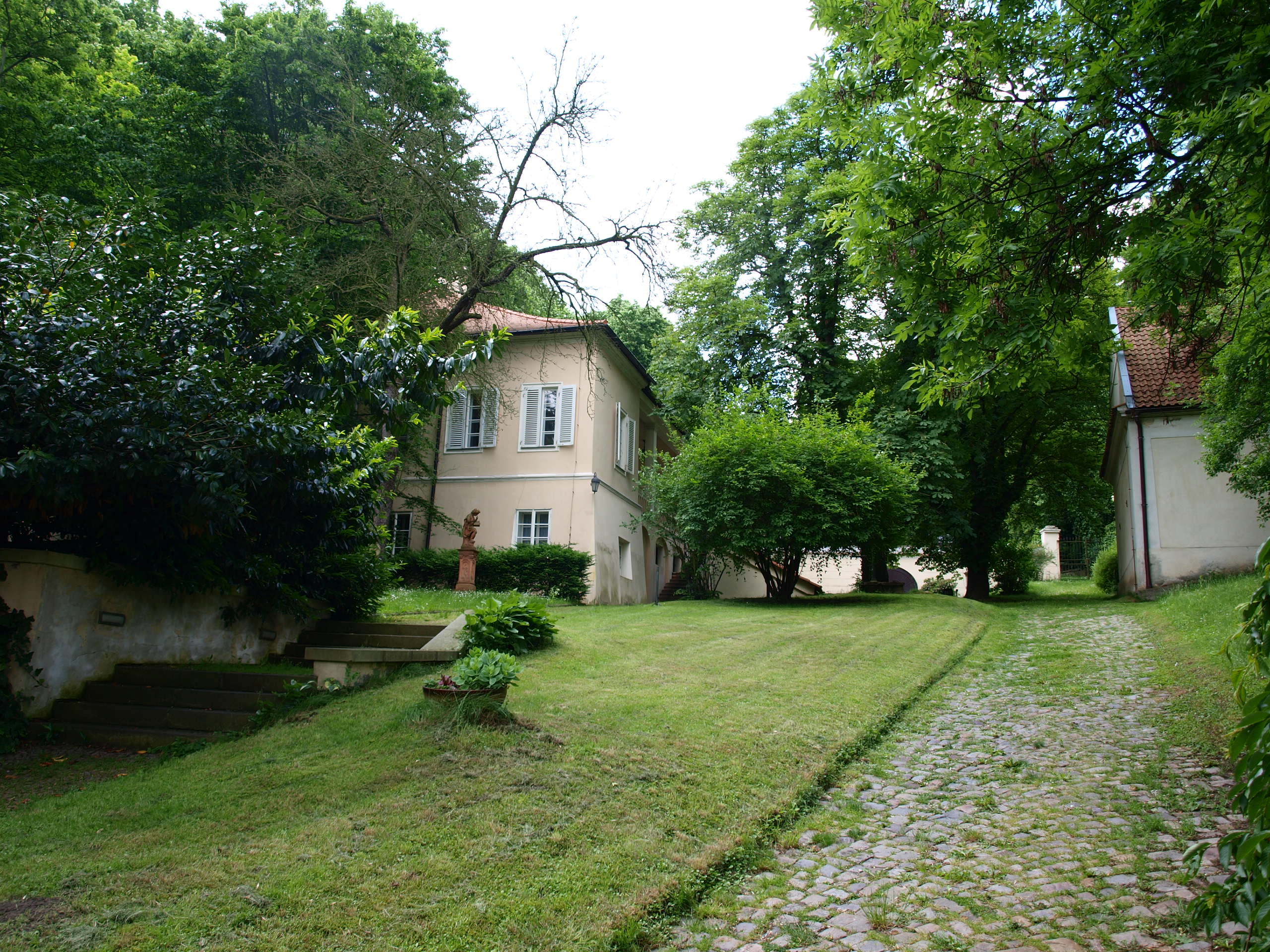
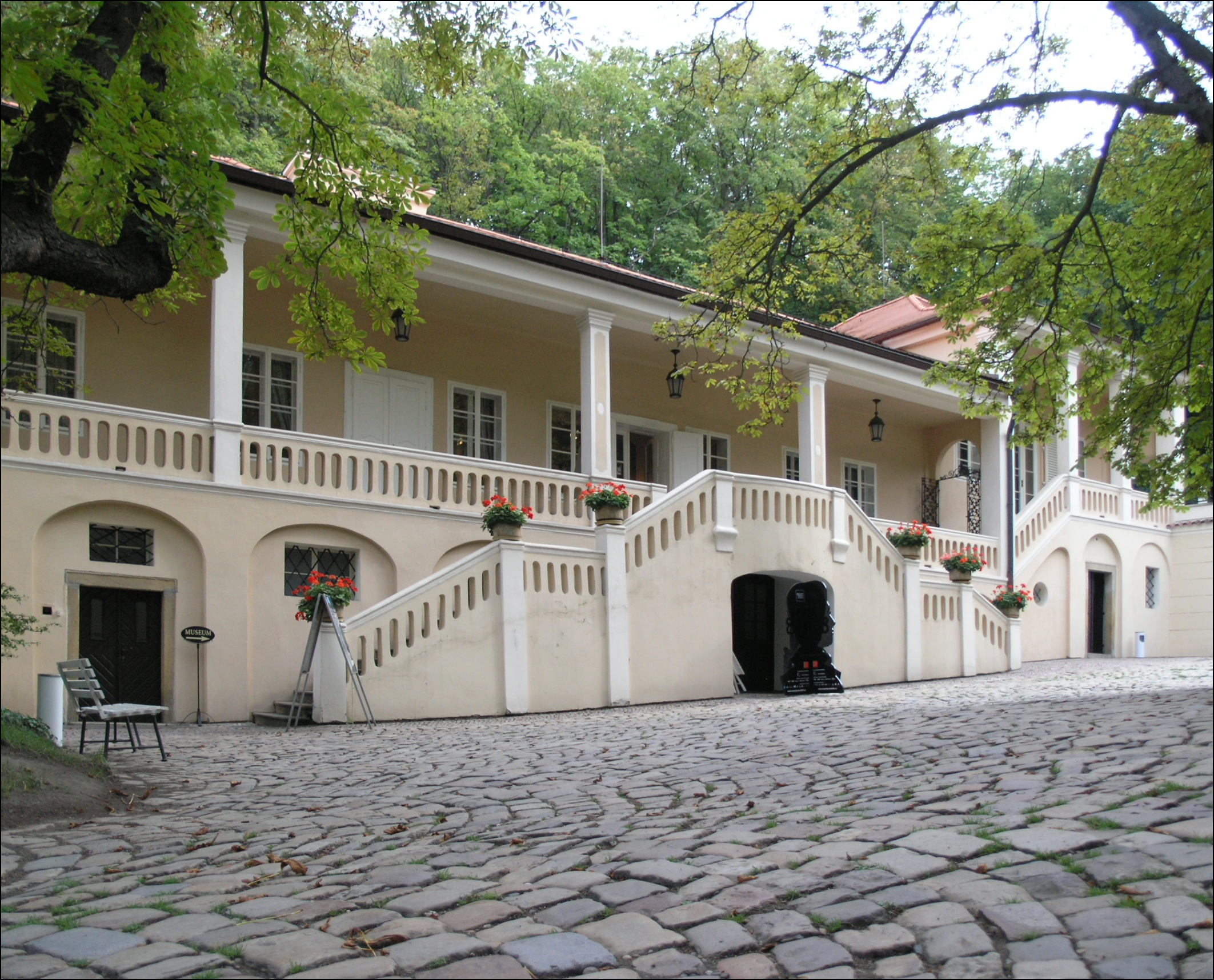